# ロマンシング サガ -ミンストレルソング-
『ロマンシング サガ -ミンストレルソング-』は、スクウェア・エニックスから発売されたPlayStation 2用コンピュータRPG。日本国内では2005年4月21日に発売。1992年に発売された『ロマンシング サ・ガ』のリメイクであり、シリーズでは最後のPS2向けタイトル。副題の『ミンストレルソング』は『吟遊詩人の歌』という意味。作中の詩人の語りや、テーマソングを歌った山崎まさよしのイメージから来ている。
北米ではリメイク元の旧作は発売されておらず、本作の英語版が『Romancing SaGa』の題名で発売された。
2022年12月1日にHDリマスター版となる『Romancing SaGa -Minstrel Song- Remastered（ロマンシング サガ -ミンストレルソング- リマスター）』がPlayStation 5/PlayStation 4/Nintendo Switch/iOS/Android/PC向けに発売された。

## ゲームシステム
本作はリメイク元である『ロマンシング サ・ガ』同様にフリーシナリオシステムを採用している。最初に8人の主人公のうち1人を選んでゲームをスタートする。8人の主人公はそれぞれスタート地点が異なっているが、オープニングイベントの終了後は地図を持っている地域に自由に行くことができ、そこでイベントをこなしながらゲームを進めていく。仲間キャラクターも、最大5人まである程度自由に選択することができ、中盤までは名無しのキャラクターを仲間にすることもできる。物語全体の進行度（イベントランク）が戦闘回数によって決まるのも原作と同様である。
ゲーム進行におけるFAQとして各地の町で「ギユウ軍」の子どもたちがゲームシステムについて説明してくれる機能があるほか、戦闘中に「閃き」などの新たな現象が発生するとその都度説明が入る（説明が入った要素の一部は敵キャラクターも使い始める）。なお、FAQのメッセージの公開度がシナリオの進行度に相関していることを利用して、イベントランク・シナリオ進展状況を間接的にうかがい知ることもできる。
クリアデータを引き継いで2周目以降をプレイできる。2周目以降でしか発生しないイベントや、周をまたいで状況が受け継がれるイベント・要素もあり、全てのイベントを発生・終了させるには3周以上の周回を要する。エンディング後に行われる全キャラクターのフリートークを見るためには、全キャラクターをクリア（最低でも8周）させる必要がある。

### 戦闘システム
敵とのエンカウントはシンボルエンカウントで、敵との接触方法によってフォーメーションなどに影響が出る。敵シンボルに触れた際に近くに他の敵シンボルが存在していた場合、敵シンボルと続けて戦闘するチェーンバトルが発生する。
ターンの初めに全キャラクターの使用する技や順番を決定すると戦闘が開始される。本作からは全員分のコマンドを入力しても、全てのコマンドを決定する「バトル開始」を選択しなければ最終入力を取り消せるという、入力ミスを防ぐフォローがなされている（このフォローは厳密には『サガ フロンティア2』の1対1で戦うデュエル形式の戦闘が初だが、全般的に取り入れられたのは本作が初めてである）。

#### パラメータ
多くはバトル終了後に少しずつ成長する。戦闘時の行動によって成長傾向がある程度決められており、さらにキャラクターごとに各パラメータの成長しやすさは異なるが、成長確率ゼロのパラメータを持つキャラクターはいない（成長させるための行動を一切取れない場合を除く）。
- HP - 耐久力。0になると気絶し、LPが1減る。連携攻撃で気絶した場合それ以上に減少する場合もある。
- BP - 技と術の使用に必要な数値。戦闘開始時に、決まった量の割合（現在値/最大値）で残量が与えられ、戦闘中の行動で消費し、ターン経過で回復する。戦闘開始時の割合の量や、毎ターンの回復値はキャラクター毎に異なるが、最大値が成長すると回復量も連動して上昇する。
- LP - 生命力。通常は HP0（戦闘不能）・気絶中に攻撃を受けるとそれぞれ1減るが、LP自体にダメージを与える特殊な攻撃もある。0になると戦線離脱もしくは死亡してパーティから離脱（主人公だとゲームオーバー）。今作では戦闘からの退却の他、強力な術や限界以上にマップアビリティを使用する等、身体に大きな負担をかける行動でも消費する。
- 腕力 - 武器（細剣・小型剣・弓以外）の威力に関わる。また、武器の重さの4倍以上の数値でないと命中率が下がる。
- 体力 - 攻撃で受けるダメージ量の他、肉体的な状態異常に対する抵抗力に関わる。
- 器用さ - 武器（細剣・小型剣・弓）の威力と命中率に関わる。肉体的状態異常や能力値ダウンの効果発動、カウンターの発生確率にも影響する。
- 素早さ - 行動順、回避率、突撃・速攻技の威力の他、能力値ダウンへの抵抗力やカウンターの発生確率にも関わる。
- 知力 - 術の威力に関わる。精神的な状態異常の効果が発動する確率にも影響する。
- 精神 - 精神力を利用した攻撃や精神的な状態異常への抵抗力に関わる。
- 愛 - 回復術の効果と敵の攻撃から味方を守る確率に関わる。
- 魅力 - 幻術の威力に関わる。魅了への耐性と効果発動確率にも影響する。
- EP - 武器の耐久力。武器に負担をかける技を使用することで減少し、0になると破損する。武器レベルを上げる事で軽減できる。一部の武器は、破損しない代わりに使用者のLPを消費していく（媒体を必要としない体術や術法も同様）[10]。
- 物理防御 - 武器攻撃への防御力。斬撃・打撃・射突の属性防御力に細分化される。
- 術法防御 - 術攻撃への防御力。火炎・冷気・電気・エネルギーの属性防御力に細分化される。

防御力は以下の防具の装備によってのみ上昇する。1種類1つしか装備できない。
- 盾 - 特定の攻撃を一定確率で回避する。
- 身体 - 胴体用防具。総じて防御力が高い。
- 頭 - 頭用防具。暗闇から身を守るものが多い。
- 腕 - 腕用防具。斬るタイプの攻撃に強い。
- 足 - 足用防具。素早さを補強するものが多い。
- ネックレス - 首用装備。防御力は殆どないが、耐性を持つ物がある。
- リング - 指輪。これも防御力は殆どないが、耐性を持つ物がある。

#### フォーメーション
戦闘前には3列（前列・中列・後列）×5行（全員前列・全員後列といった配置も可能）から成るフォーメーションを設定することができる。前列では剣や斧などの短距離系武器に、中列では槍などの中距離系武器に、後列では弓などの長距離系武器に、それぞれ攻撃・速度補正が加算される。また位置によって敵からの攻撃のされやすさに違いが発生しやすく、また後述する「陣」の発生にも影響してくる。

#### 閃き
武器による攻撃は、シリーズの多くの作品に見られる閃きシステムを踏襲している。攻撃の際に新たな技をその場で覚えて発動し、以後も使用可能という仕様は多くのシリーズ作品と同じ。各武器に設定された初期技から原則として全ての技が派生する。すでに覚えた特定の技を使っていると新たに覚えやすい技もある。強敵を相手にした時ほど技の修得は容易になっていく。
本作独自の要素として、武器のスキルレベルが高ければ技を覚えやすいことや、武器のモード（後述）を覚えたい技のモードと一致させることで修得確率を上げられる。ただし、旧作の「武器のレベルを高めることで技を連動して覚える」というシステムは廃止された。
技は、より強力な攻撃が可能なもの、先制攻撃を可能にするもの、攻撃対象にステータス異常を付加するもの、攻撃範囲が広いものなど様々だが、EPをより多く消耗したり、BP消費が大きく連発が難しいものなど、管理の難しい技もある。
一度閃いた技はストックされる。特に、『ロマンシングサガ2』-『サガフロンティア2』とは異なり、本作では覚えた技をバトルに全て一度に持ち込むことができる。一部の技は異なる種類の武器とも共通しており、その場合は別種武器使用時も習得済みとして扱われる。旧作とは異なり、覚えた技は武器変更時にも失われることはないが、キャラクターごとに個別で覚える必要があるため、武器攻撃を主体にして戦う場合はステータス成長に加えて技の習得も不可欠な要素となる。
各技は「アタック」（二本剣の赤アイコン）、「ディフェンス」（盾の青アイコン）、「トリック」（一本剣の黄アイコン）の三つの「モード」に大別され、使用者側と対象側のモードによって相性の良し悪しが三すくみとなっている。体術に関しては各街にあるショップで金を支払ってスタイルを変更可能。場所により一系統のみだけでなく、二系統の組み合わせ、三系統すべてに変更することもできる。

#### 連携など
今作では行動順によって、次の攻撃をするキャラクターと連携攻撃をする場合がある。連携攻撃が出た場合、攻撃時の計算式に補正がかかるため、概ね1人ずつで攻撃した場合よりもダメージが高くなる。連携は条件を満たせば1人でも出すことが可能で、敵も同様に連携攻撃を繰り出してくる場合がある。連携の条件には人数のほかに攻撃方法も関係しており、攻撃方法によっては絶対に連携できない攻撃の組み合わせもある。また、射撃や術と打撃攻撃を連携させることで「支援」効果が発生する。
武器の技を出している際に、時折「無足」「加撃」「無足・加撃（奥義）」の表示が発生する場合があり、この時には連携と同様に技の名前も変化して通常よりも高いダメージを与えたり通常とは異なる攻撃方法を行ったりといった効果が発生する。一人連携とも言えるようなものだが、この攻撃が出た場合は通常よりも連携攻撃が発生しやすくなる。
また、特定のフォーメーションで連携を発動させることによって陣という特殊効果が発生することもあり、敵により高いダメージを与えることができる。陣は「挟撃陣」「白馬陣」「魔陣」「三柱陣」「龍陣」「聖獣陣」「天輪陣」の7種類があり、フォーメーションの位置関係と行動順と使用する技の種類によって発動する。「龍陣」を除き序盤から発動することは可能。

### 所持金システム
通常の買い物に必要な「金」と、スキル（後述）を購入する時に必要な「ジュエル」に分かれている。「金」は主に敵との戦闘で得られるほか、手持ちのアイテムの売却・イベントクリアなどで手に入る。「ジュエル」は敵との戦闘・覚えたマップアビリティの使用で若干得られる以外は、バトルの勝利（特にチェーンバトルの場合）や、宝箱や財宝発掘、そしてイベントクリアでまとまった額を手に入れる方法が中心。特にジュエルに関しては、イベントをクリアするほど一度の報酬が増え、クリア後の周回プレイでも増えた分を引き継ぐ。
したがって、旧作では金とジュエルが同じ通貨としての単位の違いに過ぎなかった点と比較すると、今回は用途そのものが異なる完全な別物になっている。

### スキル
今作では「刀スキル」「光術法スキル」「サーチスキル」のように、技能ごとにスキルレベルが設定されている。レベルが上がると戦闘中に少ないBPやLPで技が使えたり、マップアビリティの性能が向上したり、場合によっては新しいクラス（後述）に就くことができるようになったりと、様々な恩恵が受けられる。なおゲーム開始直後は「刀スキルだけ取得」といった個別のスキル取得ができず、「海賊の修練」のようにクラスごとのスキルを「まとめ買い」する必要がある。この制限は「主人公に限らず、誰でも良いのでいずれかのクラスをレベル3まで上げる」ことで解除され、以降は他のキャラクターでもスキルの「単品購入」ができるようになる（単品購入の許可は2周目以降に引継ぐ）。
ただしスキル毎に修得できる町はそれぞれ限定されている。
スキルはそれぞれレベル0からレベル5まであるが、高レベルのスキルになるとバトルの獲得ジュエルでは容易に賄い切れない額のジュエルが必要になる。
リマスター版ではディステニィストーンを10個捧げたサルーインを倒すと次の周回からスキルレベルを6まで上げられるようになった。必要なジュエルは3000。

#### 武器・術法スキル一覧
- 細剣 - 近距離向き。器用さや素早さを活用した技が多い。
- 小型剣 - 近距離向き。腕力を活用した技と、器用さなどを活用した技の両方が多い。
- 長剣 - 近距離向き。強力な技が揃うが複数の敵相手の戦闘は苦手。
- 両手大剣 - 近距離向き。剣の中でも大きいものが揃うため、破壊力は抜群。
- 大型剣 - 近距離向き。命中率の低さと引き換えに高い威力を有する。
- 刀 - 近距離向き。無足や加撃が付くと破壊力が大きく上がる。
- 曲刀 - 近距離向き。剣系の技と斧系の技がそれなりに揃っている。
- 特殊剣 - 切り替えたモードによって形を変える武器。例外的にスキルが存在しない武器系統。
- 片手斧 - 近距離向き。敵のステータスを下げる攻撃が多い。
- 両手斧 - 近距離向き。片手斧に比べて、命中率より破壊力を重視している。
- 棍棒 - 近距離向き。敵を打ち据える武器。斧系の技と杖系の技が揃い、追加効果の豊富さでは群を抜く。
- 杖 - 近・中距離向き。敵を叩く武器。棍棒に比べて多少距離があっても性能が落ちにくい。
- 打槍 - 威力は近距離・行動速度は中距離向き。振り回すタイプの槍で、突く系統と打つ系統の技がある。
- 衝槍 - 中距離向き。貫くタイプの槍で、突く技に特化している。
- 弓 - 遠距離向き。全体攻撃や、特定の種族のモンスターに効き易い技が多い。
- 体術 - 近距離向き。武器を使わない攻撃手段で、豊富な追加効果を持つ。
- 火術法 - 炎と生命を司る術。水術法と相反する。特に攻撃力に優れるが、回復用の術も備えている。
- 水術法 - 水と時間の流れを司る術。火術法と相反する。回復術が主体だが、時間を操る術の威力は驚異的。
- 風術法 - 風と冷気を操る術。土術法と相反する。攻撃用の術を豊富に備えている。
- 土術法 - 大地を操る術。風術法と相反する。防御に特化した術が中心。
- 幻術法 - 幻を操る術。魔術法と相反する。知力値ではなく魅力値が威力に反映される独自の特徴を備える。
- 魔術法 - 魔力を力に変える術。幻術法と相反する。攻撃用の術と対象の能力を強化する術が中心。
- 気術法 - 人間の気を操る術。邪術法と相反する。自分の能力を一時的に引き上げる術が揃っている。
- 邪術法 - 魔物が持つ歪んだ力を象徴する術。気術法と相反する。一部の例外を除きプレイヤーは使用できない。リマスター版では条件を満たせば、アニメート以外の邪術をプレイヤーが使用可能になった。
- 光術法 - 光を操る術。闇術法と相反する。強力な攻撃術と回復術双方を兼ね備えている。
- 闇術法 - 闇を操る術。光術法と相反する。一部の例外を除きプレイヤーは使用できない。リマスター版では条件を満たせばシェリルから購入可能になり、全ての闇術をプレイヤーが使用可能になった。

#### マップアビリティ
今作では3Dになったことで、移動中のマップに様々な仕掛けが用意されている。これらの仕掛けに対応したマップアビリティが用意されており、これらの技能は修練所で金を支払うことで修得できる。スキル・クラスと同様に一つの街ですべてを購入することはできない。
マップアビリティの使用回数は習得メンバーの数とスキルレベルで総数が決まり系統ごとではなく全体の使用回数となる。例として上限40回で「薬草サーチ」と「薬草採取」を合わせて40回行うと、マップアビリティ全体の残り回数が0になり、以降は別系統のマップアビリティも使用不能となる。マップアビリティの使用回数は宿屋に有料で泊まった際に回復する。また、マップアビリティは最大5個までしか選択できず、入れ替えは街でしか行えない。
マップアビリティに対応するスキルは以下のとおり。それぞれのスキル別に、詳細なマップアビリティがそれぞれ数種類ずつ存在する。
- サーチ - 隠された宝箱や薬草・鉱石などを発掘する。レベルが上がればサーチの難しい対象も発見できる。
- 発掘 - 見つけた薬草や鉱石などを採取する。レベルが上がれば発掘率が上がったり、追加でアイテムを採取しやすくなる。
- マニピュレーション - 宝箱の鍵や罠を解除する。レベルが上がれば解除の難しいものにも対応する。
- サバイバル - 通常では超えられない壁や大穴や仕掛けを越える。レベルが上がれば難易度の高い地形などにも対応する。
- 隠密 - 敵から身を隠す、敵からの不意打ちに対応する、敵に不意打ちを仕掛ける。レベルが上がれば有効時間が延びたり、強敵にも対応する。
- 交渉 - 敵とのアイテム交換の交渉ができる。レベルが上がれば成功率が上がる[32]。

#### クラス
今作では一定のスキルレベル条件を満たし、修練所で認定を受けることで「海賊」「ローザリア重装兵」「帝国術学士」といったクラス（専門職）に就くことができる。クラスに就く事でクラスごとの特殊能力に当たる「クラス特性」が得られ、例えば「海賊」の場合には素早く行動ができるようになる・「ローザリア重装兵」の場合は敵からの物理攻撃のダメージを軽減できる・「帝国術学士」の場合には術合成（覚えている術を組み合わせて使用し、より強力な術が使える）ができる、などの恩恵を受けることができる。また、そのクラスに必要なスキルと同じ攻撃技を使った場合に武器耐久力 (EP) やLPの消費が軽減される効果もある。就きたいクラスによって、認定させてもらえる町は異なる。周回プレイでは最初から認定できるクラスの種類を引き継ぐ。
旧作ではゲーム開始時に父母の職業を決めることにより初期能力設定を行っていたが、今作では代わりに自身のクラスを決めることで初期能力設定を行うことになっている。なお今作には「伝説のクラス」と呼ばれる、多くのスキルをレベル3以上にした場合に就くことができる上級クラスが存在するが、それらのクラスは「シーフ」「聖戦士」など、すべて旧作の初期能力設定時に登場する選択肢となっており、旧作へのオマージュとなっている。

### アイテム
ショップレベル
今作では全ての商店が、「水晶商会」「青竜堂」「大洋商店」の3社に分かれており、それぞれの系列ごとにブランドレベルが設定されている（直営店以外でも、必ずこの3社と取引している設定があり、3社の比重は店により異なる）。ショップレベルを上げることでアイテムの売り切れが少なくなったり未発売のアイテムが店頭に並んだりといった効果が出るようになる。またアイテムを売るときも高値で買い取ってくれるようになる。なお各社のブランドレベルには限界があるため、一つの系列の店でのみ売り買いをしても総合的なショップレベルはある程度のところで頭打ちになる。ただしショップレベルは二周目以降に引き継げるため、二周目以降は店頭に陳列している武具を最初から増やした状態でスタートできる。
薬の調合
薬草を入手すると、薬局で薬の調合を行い、薬草単体よりも性能の高い回復アイテムを、市販品よりも安い価格で作れる。薬局では調合レベルが設定されており、調合レベルが高くなるとより高度なアイテムを精製することができる。調合レベルは全店共通。また、こちらも二周目以降の引き継ぎ要素。
武具の補強・強化
鍛冶屋に持っていくことで、武器や防具の「補強」や「強化」ができる。
- 補強とは、入手した「鉱石」や「素材」を武具に取り付けて性能を変化させるもの。補強に使う素材にはそれぞれ特徴があり、素材の特徴に沿って武具の能力が変更される。また素材には「適材」があり、適材によって補強された武器を戦闘中に何度も使うことで新たな武器に変化する場合がある。補強された武器は攻撃性能が強くなる場合もあるが、逆に性能が劣化する場合もある。
  - 武器の場合はEPの回復が宿屋の有料宿泊で行えなくなるため、慣れないうちは手を出さないよう作中でアドバイスされているが、世界各地の鍛冶屋を回り様々な素材で武器を補強するイベントもある。ただしLPを消費するタイプの武器や一部の防具は補強できない。なお各鍛冶屋には地域に応じて補強素材がいくつか用意されており、補強依頼時に費用に含まれる。

- 強化とは、武具の全体的な性能のバランスを変化させること。武器の場合だと強度と攻撃性能のトレードオフ、防具の場合だと物理防御と術法防御のトレードオフになっており、片方を強化するともう片方が弱体化する。

## 登場人物

### 主人公
アルベルト (Albert)
声 - 浦田優
ローザリア王国の国境にある、イスマス城城主ルドルフ侯爵の息子。17歳。身長174cm、体重62kg。南方系人種。跡継ぎとして厳しく育てられ、正義感とローザリアを守る使命感が強い一方、実直な性格で真面目すぎたり、温室育ちで世間知らずな一面もある。弟思いの姉ディアナをもつ。モンスターの襲撃に遭って両親・姉を失い、自ら運命に立ち向かい道を切り開く。
アルティマニアによれば、他の主人公と比べるとイベントをクリアする度に次の目的が明記されているので、まだフリーシナリオに慣れていないプレイヤーにはお勧めのシナリオとされる（指定された目的を無視してプレイする事も可能）。あるイベントをクリアすると「武神の鎧」を纏った姿に変化するが、PS2版では術合成の効果を得られない、戦闘中に喋らなくなるというバグが発生する。
アイシャ (Aisha)
声 - 小林由美子
広大な草原ガレサステップに遊牧民として暮らす、タラール族の族長ニザムの孫娘。15歳。身長148cm、体重37kg。物心つかないうちに両親を亡くしているが、村人に支えられて明るく天真爛漫に育ち、持ち前の抑えきれない好奇心から各地を旅する事になる。タラール族特有の赤毛と緑の瞳が印象的なおてんば娘。イベントではタラール語を話す場面がある。移動に馬を使用できる。旧作とはまた違った趣の民族衣装の姿をしている。主人公キャラの中でLPが最も低い。また、彼女を主人公にした場合、物語全体の進行度（イベントランク）が最も低いため、序盤限定のイベントに挑戦しやすい。
ジャミル (Jamil)
声 - 吉野裕行
マルディアス最大の都市・エスタミルを拠点に、相棒のダウドと共に盗賊業に励む盗賊。22歳。身長171cm、体重57kg。西方系人種。稼ぎは幼なじみのファラやその母親にも分け与えている。両親の顔も知らない天涯孤独の割には、楽天的な性格をしている。群れることを嫌っており、昔からの夢であったディステニィストーンを求める旅に出る。片目を覆う前髪、エルフのような耳など特徴的かつ旧作とは大幅に異なる容姿。あるイベント終了後、会話の選択によっては、二度と出現しなくなってしまう。彼が主人公の場合、クジャラートで発生するイベントで特別な展開を見せるものが多い（ダウドがパーティにいない場合、専用の展開を見せるイベントもある）。
クローディア (Claudia)
声 - 皆口裕子
斜陽の大国・バファル帝国の皇女。22歳。身長164cm、体重48kg。東方系人種。バファルでの政変から逃れるため、赤子の頃に迷いの森の魔女オウルに預けられ育てられる。本人は自分の出生の秘密を知らず、森の番人として生きていたが、バファル帝国親衛隊のジャンとの出会いによって再びバファルでの政治争いに巻き込まれていく。森で動物たちと一緒に育ったため、人との距離をつかみかねており、仲間に誘うと最初は断りの台詞を言うなど、人と関わることは苦手としている。ある程度、物語全体の進行度（イベントランク）が進んだ状態で宿屋に泊まると、オウルから迷いの森に帰ってくるように言われる（クローディア以外の主人公が彼女を仲間にしても発生する）。彼女以外の主人公の場合、その後の選択肢によっては彼女を仲間にすることができなくなる。主人公キャラの中でLPと回復BPが最も高い反面、初期BPが最も低い。
ホーク (Hawk)
声 - 石塚運昇
サンゴ海にある海賊たちの根城「パイレーツコースト」を拠点とする海賊。36歳。身長188cm、体重97kg。東方系。ゲッコ族のゲラ=ハを相棒に、海を通りかかる商船を襲っている。略奪行為はするものの、無益な殺生はしないことを信条とする。海賊のあり方を巡って同業のブッチャーと対立する。自身の名前を呼ぶときは、「キャプテン・ホーク」と名乗る。旧作から外見が一新している。他の主人公でプレイするときは、ウソの町に常駐しているのと、「古文書」を所持している（彼がパーティにいない状態でゲッコ族に「古文書」のことを尋ねると、彼に売ったことが明かされる）。彼に金を払ってゆずってもらうか、一緒に連れて行くことで無料で入手できる。ただし、彼がパーティにいる状態でゲッコ族に「古文書」のことを尋ねた場合、買わないかと持ちかけられる（彼が主人公の場合、ゲッコ族から買うしかない）。彼を主人公にした場合、海賊がらみのイベントで特別な展開を見せる場面が多いのと、旧作とは異なりブッチャーと完全に決着がつけられるようになった（手順を間違えると、ブッチャーと決着をつける機会を失ってしまう可能性がある）。
シフ (Sif)
声 - 土井美加
一面を雪で覆われた地「バルハラント」の辺境にあるガトの村に暮らすバルハル族の女戦士。33歳。身長185cm、体重64kg。南方系。モンスターから村を守るため戦ってきたが、船で遭難したアルベルトを救助し、一緒に行動したのをきっかけに旅に出る。旧作とは容姿が大幅に異なり、角を持つ動物の頭骨を頭部に装備している。彼女が主人公の場合、バルハラントを出る際、族長のガトから彼女の父親の形見である「竜の目」と呼ばれる宝玉を託される。また、序盤のメインイベントである、モンスター退治を限られたメンバー（バルハル族戦士と吟遊詩人、後にアルベルトが加入）だけでこなしていく必要があり、ガトの村では隠密スキルの「ステルス」と「忍び足」が購入できないため、全主人公中、最もバトル回数が多く物語全体の進行度（イベントランク）が上がりやすいのが欠点。そのため、序盤のうちに挑戦したいイベントがある場合、敵シンボルを極力避けてバトル回数を抑える必要がある。ただし、隠密スキルの「ステルス」のみ、ダークが最初から初期習得済みのため、周回プレイで条件を満たしていれば、ガトの村で彼を仲間にすることが可能。比較的敵シンボルを避けやすくなり、バトルも有利になるため、若干難易度は下がる。
グレイ (Gray)
声 - 千葉一伸
マルディアスに眠る財宝を求め、各地を旅する冒険者。26歳。身長187cm、体重76kg。東方系。世間一般の価値観に左右されず、興味さえ持てば善悪にも囚われず行動をする。旧作では素性が不明だったが、今作では少しだけ素性が明らかになり、リガウ島出身者だったという設定になった。ガラハドとミリアムと一緒に行動し、ひと山当てるためにリガウ島に向かっている。メルビルでパーティ解散後、クローディアの護衛をジャンから依頼される。各地を旅する冒険者であるため、彼を仲間にすると明らかになる場所が最も多い（彼が主人公の場合も同様）。常に刀を左腰に下げているように見えるが、最初から刀類を所持しておらず、固有装備も無い。彼に古刀（さびた古刀を青銅で補強）もしくは店で販売されているカタナを装備させた状態で戦闘中に選択すると、腰に下げている刀が抜かれているのを見ることができる。
彼が主人公の場合、最初から「お宝の地図」（草原の穴専用）を所持しているのと、メルビルでパーティ解散後、最初から多くの場所が明らかになっているため、所持金集めとメンバーの補充が比較的容易である。ある専用イベントをクリアすると、腰に下げている古刀が変化するが、PS2版では戦闘中に喋らなくなるというバグが発生する。
バーバラ (Barbara)
声 - 篠原恵美
大陸を繋ぐ道「ニューロード」をエルマンと旅する旅芸人の踊り子。30歳。身長168cm、体重53kg。東方系。ふとした出来事から「ディステニィストーン」を得、その運命に巻き込まれることになる。旧作から容姿が一変しショートヘアになった。また、踊りがタンゴからフラメンコに変化している。彼女が主人公の場合、移動に馬車を使用することができるほか、ニューロードを行き来する旅芸人のため、最初から多くの場所が明らかになっている。他の主人公でプレイするときは出没するパブが最も多いのと、彼女を仲間にすると明らかになる場所が、グレイに次いで多い。
アルティマニアによれば、全主人公の中で自由度が最も高いとされている。
※今作ではゲーム開始時の命名時に主人公たちはデフォルトで名前が設定されている。

### 主人公以外の仲間になる人物
吟遊詩人 (The Minstrel)
声 - 仮屋昌伸
マルディアス一有名な吟遊詩人で、世界各地を旅しながら各地に伝わる伝説を語り継いでいるほか、ナレーションも担当している。世界中のほぼ全てのパブに常駐しており、パブで仲間と別れるときには仲間への別れの通告役を担ってくれる。イベントにまつわる伝説の弾き語りやギユウ軍のまとめ役なども行っている。
アコースティックギターとエレキギターのダブルネック・ギターを常時持ち歩いており、オープニングや戦闘中などに演奏することもある。今作ではパブで一曲聞かせてもらった後に仲間になることもあり、全キャラクター中で唯一最初から「伝説のクラス」に就いている。なお旧作で設定されていた「ハオラーン」という名前は、今作ではゲーム内にも関連資料にも出てこない。今作ではパーティーに加えられるようになったが、パブに入ると自動的にパーティーから離脱してしまう（ただし仲間に空きがある場合は何度でも仲間にできる）。終盤になると加入できなくなることもある。
ナイトハルト (Neidhart)
声 - 加藤雅也
ローザリア王国皇太子。身長185cm、体重63kg。南方系。フルネームは「カール・アウグスト・ナイトハルト」。病床の国王に代わってローザリア王国を司っている。政治家としても軍人としても優れた能力を持ち、剣の腕は王国内で右に出る者がいない。漆黒の鎧を纏い、領民からは「ブラックプリンス」の呼び名で英雄視され、タラール族からは「カヤキス・レビタ（黒い悪魔）」の別名で呼ばれ、恐れられている。優しい面とマルディアス統一という野心家の面を併せ持つ。ディアナに求婚しており、エンディングでは一緒に暮らしている場面を見ることができる。今作ではイベントの進行によっては一時的ではないパーティメンバーとして仲間にできるようになった。全キャラクター中、初期装備が最も優遇されている。カヤキスの名前が入った武器と防具を装備しているが、固有装備のため外すことはできない。
なお、仲間にしたまま最終決戦に向かうと、仲間にいるナイトハルトと宮殿でコンスタンツの話を聞いているナイトハルトの、2人に増殖する現象が起きる（特に不具合などはない）。他のキャラクターと違い、どのような方法で彼をパーティから外しても即座に宮殿に戻っている。また、冥府でデスに生贄としてささげた場合も何事もなかったかのように宮殿に登場する。
リマスター版では彼にアクアマリンを献上した場合でも彼をラストダンジョンに連れていけばアクアマリンをサルーインに捧げる事が可能になった。
ディアナ (Diana)
声 - 雪野五月
ローザリア王国イスマス城主ルドルフの娘にしてアルベルトの姉。身長167cm、体重52kg。南方系。優美な容姿だが性格は男勝りで、剣術を好み、ローザリア薔薇騎士隊に所属。ナイトハルトと婚約するも、直後にイスマス城が襲撃され、行方不明になる。通常の方法では、アルベルトと一緒のパーティーは組めない（ある特殊な方法を用いれば可能。その場合でもナイトハルト同様、アルベルトのエンディングに登場する。リマスター版では修正されて不可能になった）。またアルベルトが主人公の場合は出現しないが、ブルエーレの城の中を歩く姿が見られる場合がある（城主であるフランコ（未登場）が貴族間の勢力争いに利用する目的で保護しているため）。
ダウド (Dowd)
声 - 飯田利信
ジャミルの幼馴染であり、エスタミルを根城にする盗賊仲間。身長169cm、体重55kg。西方系。優しくひょうきんだが、戦いや盗みといった荒事は苦手で、自身でも力不足を気にしている。主人公がジャミルの時のみ最初から仲間になっているが、パーティから外すと2度と仲間にできない。また、彼がパーティにいない場合、イベントによっては彼の運命に大きな変化をもたらす。ジャミル以外の主人公で彼を仲間にすることもできない（イベントの進め方次第では南エスタミルに常駐しているが、仲間に誘っても断られてしまう）。リマスター版では条件を満たせば、ジャミル以外の主人公でも仲間にできるようになった。
シルベン (Sylvan)
迷いの森に住む銀色の狼。身長140cm、体重40kg。クローディアでゲームを始めた場合の初期メンバー。物語中盤でパーティーから外れることもある。戦闘の際は武具をほぼ装備できず、体術も通常のものを使えないため、牙などで攻撃する。おとなしく物静かな性格で、時に神秘的な雰囲気を発することもある。その正体はディステニィストーンに関するイベントで判明する。
ブラウ (Brau)
迷いの森に住む茶色い熊。身長260cm、体重580kg。クローディアでゲームを始めた場合の初期メンバー。シルベンと違ってやや短気で乱暴だが、クローディアに対しては親切な性格。シルベン同様、物語中盤でパーティーから外れることもある。戦闘ではシルベン同様に装備品などの制限があるが、爪や腕力を生かした固有技で攻撃できる。
ジャン (Jean)
声 - 佐々木健
バファル帝国親衛隊の精鋭で、行動力と剣術の高さをネビルに買われている。身長181cm、体重79kg。東方系。クローディアを調査するため迷いの森に赴いたり、ローバーン公コルネリオの身辺調査を行ったりと諜報活動を主にしているが、大雑把で迂闊な性格が災いして度々危機を招く。以前はグレイと同じ部隊にいて、彼に助けられた事がある。
パトリック (Patrick)
声 - 岡野浩介
バファル帝国財務大臣。東方系。バファル帝国皇帝に忠誠を誓っている。国庫の金塊を盗んだ疑いをかけられ、謹慎処分を受ける。今作では文官でありながら武術の腕もあり、特定のイベントをクリアした後に仲間にできるようになった。
ゲラ=ハ (Guella=Ha)
声 - 岡野浩介
二足歩行できるようになったトカゲであるゲッコ族の戦士にして、ホークが所有する海賊船レイディラック号の操舵士。身長172cm、体重75kg。怪物のような見た目とは異なり、理知的で礼儀正しい。ゲッコ族は元々サルーインが自身のしもべとするべく創り出したが非好戦的なため人間と戦わなかった種族で、一応サルーインを敬い人間と交流を避けるようにしているが、彼は人間と共生したいという考えの下で人間の仲間を探している。ゲッコ族は概して声が甲高く「か」音が「きゃ」音になる訛りがあるが（例:「海賊」→「きゃい賊」）、ゲラ=ハに関しては全く訛りが見られない。
ガラハド (Galahad)
声 - 松本大
戦神ミルザに剣とその身を捧げた大柄な聖戦士。身長180cm、体重75kg。東方系。正義感が強いうえに本作では信心深い一面も見せ、ミルザを信仰しておりクリスタルシティのミルザ神殿にいる（パブには出現しない）。その反面、悪に対して怒りを隠さず、正義に反すると感じた相手には決して手を組もうとはしない。その設定を反映しているためか、三邪神の恩寵値が高すぎると仲間にすることができない。旧作とは容姿が全く異なり、頭が禿げあがっている。伝説の武器「アイスソード」を一目見た時から欲しがっており、イベントで入手した後はアイスソードを片手にアルツールの道端に立っている。事前に彼を仲間にしたこがある場合、その喜びぶりを垣間見ることができるのと、彼とのやりとりで選択肢が若干変化する（主人公がグレイの場合、物語冒頭から仲間にした扱いになっている）。彼を仲間にした状態でフレイムタイラントにアイスソードを渡すと、よほどアイスソードに未練があったのか、悲しい表情をする。
アイスソードを殺してでも奪い取るイベントは今作でも登場するが、旧作とは違って自慢する台詞が変更されているほか、奪おうとすると実際に戦闘に突入するようになっており、しかも強力な全体攻撃を使ってくるため、簡単には奪えないようになっている。戦闘で彼を倒した場合、イベントで死亡した扱いになるため仲間にすることができなくなるが、デスに頼んで蘇生させることは可能（旧作と違い、「ガラハドを生き返らせろ」の選択肢は無い）。蘇生後は従来通りクリスタルシティのミルザ神殿におり、何事もなかったかのように普通に仲間にできる。
アイスソードの購入に必要な所持金を用意した状態で武器屋の店主に話しかけると、ガラハドが購入したため売り切れとなるが、彼がパーティーにいる状態なら売り切れることはなく、普通に購入できる。また、彼がパーティーにいない状態で、アイスソードの購入に必要な所持金を用意していない状態で武器屋の店主に話しかけても、売り切れにならない。この状態でアイテムを売却して購入に必要な金額を満たすことで、アイスソードを購入することも可能になっている。全キャラクター中、赤魔道士に次いで最もLPが高い（エルマンと同じ数値）。
ミリアム (Myriam)
声 - 後藤邑子
ガラハドと同様にグレイの冒険仲間である。身長158cm、体重42kg。西方系。好奇心が強い一方、思い込みが激しく自己中心的な性格の魔術師で、少々無鉄砲な行動をとるのが欠点。グレイとガラハドではグレイの方がお気に入り。スタイルには自信があるらしい。北エスタミルに常駐している。デフォルトではクラスに就いていないが術を得意とし、最初から火の術法を会得している。
エルマン (Hermann)
声 - 阪口大助
バーバラの旅芸人一座の会計係にしてマネージャーで、バーバラの初期メンバー。身長161cm、体重49kg。西方系。戦闘はあまり得意ではないが、話術に優れており頭の回転は速い。旧作では眼鏡を掛けていたが、今作では眼鏡が無くなり、代わりに特徴的な帽子を被っている。フロンティアのウエストエンドにのみ常駐している。そのため、イベントの進行次第ではジュエルビーストによってフロンティアが壊滅することがあるため、ウエストエンドが壊滅した場合、彼を仲間にすることができなくなる。事前に彼を仲間にしておくか、ウエストエンドの壊滅を防ぐ必要がある。全キャラクター中、赤魔道士に次いで最もLPが高い（ガラハドと同じ数値）。
ダーク (Dark)
声 - 藤原啓治
本作の新キャラクター。記憶を失って世界各地をさまよっている怪しい身なりの男。条件を満たすことで2周目以降に仲間にすることができるようになる。記憶を取り戻すと性格が変わり、口数も多くなり、同時に性格に応じたスキルレベルも自動的に上がる。育て方によって2種類の人格に分かれ、最終的な人格によってそれぞれ固有のイベントと入手可能なアイテムが用意されており、展開によっては名前そのものが変更される。
ダーク本来の人格
300年前に壊滅したといわれながら実際には水面下で細々と命脈を保っていたクジャラートの闇組織「アサシンギルド」の次期リーダーである暗殺者。アサシンギルドでは集めた子供達を過酷な環境で競い合わせ、その過程で脱落した者達を奴隷として扱い、勝ち残った者を後継者としていたが、ダークは自ら脱落者となり、そのグループを掌握して数の力によってクーデターを起こし、アサシンギルドの実権をつかみ取った。正当後継者となって組織を正式に復活させるべく、アサシンの奥義とされる「仮死復活の技（毒を飲んで仮死状態になった後に蘇生する）」を敢行するものの失敗するが、ミニオンによって後述のアルドラの魂の入れ物にされることで記憶を失ったものの一命を取り留める（アルドラの記憶が戻った場合、ダークの魂は死亡して肉体のみが残った状態となる）。記憶を取り戻した後は、仲間として引き留めた場合はミニオンが世界を混乱させるべく偽のアサシンギルドを作っていたことに怒り、サルーインは共通の敵だとして協力する。引き留めなかった場合は、エンディングでアサシンギルド復活を誓う姿が描かれる。
アルティマニアに掲載された短編小説『吟遊詩人は歌う』では、サルーインとの戦いでアルドラの魂が昇天したことでダークのみの人格が残った状態で生存しており、今後はアサシンギルド後継者ではなく冒険者として自由に生きていくと語っている。
アルドラ (Aldora)
声 - 村中知（リマスター版）
ダークが宿したもう1つの記憶の正体。1000年前ミルザの仲間であった女性魔術師。一人称は「オレ」で男性口調のため、ダークの肉体では誰も女性と分からなかった。類い希な術法の才能を持っていたが、術の才能を育てるには幼い頃からの修行が必要であり、スラム育ちの彼女にはその機会が与えられず、才能を開かせることはできなかった。サルーイン討伐に赴くミルザへの同行は許されなかったが彼の後を追い、追っ手を防ぐ役割を担って戦死した伝承が伝わる。ミルザに恋心を寄せていたが、その記憶を捨て去り転生することを拒んだため1000年もの間煉獄の最下層に留まっていたところ、サルーインにエロールの妨害をするよう要請されたデスの策により彼女の魂は利用されることになる。記憶を取り戻した後は、復活するサルーインを倒せばミルザの元にいけるかもしれないと考え協力する。
こちらの記憶を取り戻した場合、エンディングにて魂がミルザの元へと昇天するイベントが見られる。
『ロマンシング サガ リ・ユニバース』では、本作では明かされなかったミルザとの出会いとその後が描かれている。
リマスター版では彼女に関する書下ろしの新イベントが追加され（しかし、1000年前の戦いでミルザの仲間にモンスターの足止めを頼まれミルザが反対したと詩人の語りで聞けるが、この新シナリオではミルザ本人に足止めを頼まれたと食い違いが発生している）、本来の姿で仲間にできるようになった。

テオドール (Theodore)
声 - 山本満太
騎士団領ミルザブール城主であり、「騎士団の剣」とうたわれる老騎士。身長178cm、体重60kg。南方系。熱血漢で騎士団の誇りにこだわりが強く、やや融通の効かない一面も。騎士団領のほぼ全てのイベントに絡み、基本的には初期のイベント攻略中のみ仲間にできる。全キャラクター中、初期BPが最も高い反面、回復BPが最も低い。
ラファエル (Raphael)
声 - 保志総一朗
騎士団領オイゲンシュタット城主ハインリヒの従者。身長180cm、体重54kg。東方系。当初は騎士見習いだが、ハインリヒに目をかけられている存在。整った容姿と誠実さから若い娘の憧れの存在であり、コンスタンツと恋に落ちている。イベントの都合上、テオドールと同行する形になるため、初期のイベント攻略中で一時的に仲間にすることができる。テオドールとは違い、彼を本格的に仲間にすることは可能だが、騎士団領のイベントが後半になってからである。
フリーレ (Frielei)
声 - 幸田夏穂
今作で初登場。バイゼルハイムのフラーマの姉で、妹同様、エロールの誓いによってディステニィストーン「邪のオブシダン」の守護者を100年間務めている。東方系。一度パーティから外すと、もう一度加えることはできない。リマスター版ではバイゼルハイムに行けば再び加入させる事が可能になった。ただしパーティにフラーマがいると誘っても断られるため、フラーマと一緒のパーティに加入させる事は不可能となっている。
竜騎士 (Dragon Knight)
今作で初登場。騎士団の祖と親交を結んだ伝説の竜。竜の庭でミルザの遺品を護っている。毎ターン自動的にリヴァイヴァ状態（倒されてもLPのある限り自動的に復活する状態）である・武具は装備できず代わりに「ジェミニスター」による攻撃を行う・生まれながらの属性防御が高い、など竜騎士独特の戦闘能力を持つ。吟遊詩人に頼んでパーティから外すことは不可能なため、LPを0にするかデスに捧げるしかない。パーティから外すと2度と仲間にできない（この仕様は、仲間の加入条件緩和・再加入可能処置などの救済処置が用意されたリマスター版でも変わらず）。手順次第では、ナイトハルトと一騎討ちになり、死亡してしまう。
ファラ (Farah)
声 - 雪野五月
ジャミルの幼馴染であり、彼の仕事の分け前を貰って母親と生活している。身長159cm、体重41kg。西方系。借金のカタに身売りされたり、母親が突如発狂したりとかなりの苦労人だが、性格は純情で、ジャミルに好意を寄せている。今作では仲間にできるようになったが、ジャミル以外の主人公であることが条件となる。
海賊シルバー (Captain Silver)
声 - 高橋美佳子
今作で初登場。かつてバファル皇帝から風のオパールを奪った伝説の海賊。旧作までは伝承の中の人物扱いだったが、今作では仲間にできるようになった。財宝を隠すときに仲間を皆殺しにした設定は旧作と同じであるが、その他の設定の大部分が変更された。
正体は人間になりたいと願っていたメスのシルバードラゴンで、オパールの守護を条件にエロールから人間にしてもらったが、奪ったオパールを秘匿した途端、守護に都合のいい強大なドラゴンの姿に戻されていた。イベントをこなすと守護者としての使命から解放されて人間の姿になる。名前のあるキャラクターの中で最もLPが低いのが欠点。
赤魔道士
声 - いずみ尚
凍りついた城で協力して秘宝を探そうと誘ってくる。非売品の闇術・邪術を修得している（使用できる闇術と邪術は一部のみ）。首飾りと指輪以外の一切の武具を装備できず、体術技も使えないため、術法しか行使できない。全キャラクター中、最もLPが高い（ガラハドとエルマンよりも若干高い程度だが、キャラクターの性能を総合的に比較すると、明らかに彼らよりも劣る）。
彼を仲間にした状態で凍りついた城を出ようとするとパーティから離脱するため、連れ回すことは不可能。そのため、修練所でスキルレベルを上げる機会がない。また、同名の上級クラスである赤魔道士に就いているが、修得済みのスキルレベル（火術・風術・魔術・闇術・邪術）が全て1のため、クラス特性の効果が無い。既述の通り、これらの不利な制限による都合上、仲間にできるキャラクターとしては総じて使いにくい。彼以外のキャラクターが修練所でスキルレベルを上げることは可能だが、闇術・邪術を修得する機会はないため、クラス特性による恩恵を受けることも不可能。実質的に火術・風術・魔術のBP・LPコストを下げるのみで、クラス特性の効果が無い不遇なクラスと化している（リマスター版では闇術・邪術が修得可能になったため、この欠点は改善されている）。

### 他の登場人物
フェル6世 (Fel.VI)
バファル帝国の皇帝。身長168cm、体重53kg。東方系。皇位継承問題の渦中にいる人物。平和を愛する性格で国民からは慕われているが、政治の手腕は欠けている。クローディアの父親。
コルネリオ / ローバーン公 (Cornelio / Duke Loban)
声 - 加藤雅也
バファル帝国皇帝の義弟で、ローバーン領主。身長170cm、体重64kg。東方系。バファル帝国皇位継承に絡んでよからぬ噂が絶えず、妻であるマチルダと共に様々な謀略を仕掛ける。
ネビル (Nevil)
バファル帝国の近衛隊長。身長165cm、体重69kg。東方系。法務大臣でもあり、冷静沈着。皇帝に固く忠誠を誓っている。ローバーン公を疑っていて、ジャンに調査を命令する。
モニカ (Monica)
声 - 後藤邑子
バファル帝国の騎士。身長169cm、体重44kg。南方系。ジャンとは訓練生時代からの付き合い。不正をとても嫌う。リマスター版では仲間にできるようになった。
オウル (Owl)
声 - 津田匠子
メルビルの南に広がり、広大かつ入る者を迷わせると言われる森「迷いの森」に住むと言われている魔女。身長143cm、体重36kg。東方系。クローディアの育ての親であり、彼女の事情を知っており人目につかないように育ててきた。
ハインリヒ (Heinrich)
騎士団領オイゲンシュタット城主であり、「騎士団の盾」とうたわれる老騎士。身長176cm、体重64kg。南方系。テオドールのよき友であり、彼と比べると冷静であるが最近は病にふせっている。騎士団会議で議長を務める。
コンスタンツ (Konstanz)
声 - 皆川純子
騎士団領ミルザブール城主テオドールの娘で、ラファエルとは恋人同士である。身長162cm、体重42kg。南方系。可憐で美しく、態度は控えめだが芯の強さを持っており、誇り高い。
フラーマ (Flamma)
声 - 幸田夏穂
騎士団領バイゼルハイムに住む女魔術師。身長176cm、体重54kg。東方系。100年前エロールに姉妹で誓いを立て、ディステニィストーン「火のルビー」を守っている。騎士ではないが、名誉議会員として騎士から一目を置かれている存在。今作では外見が若返り、蝶のような衣装を身に纏っている。リマスター版では仲間にできるようになった。ただしパーティにフリーレがいると誘っても断られるため、フリーレと一緒のパーティに加入させる事は不可能となっている。
ウハンジ (Wuhan)
クジャラートの最高権力者。身長177cm、体重84kg。西方系。エスタミルを支配しており多くの政争を勝ち上がってきた。女癖が悪く、そのことで度々主人公たちに足をすくわれる。物語中盤で行方不明となった娘の捜索を主人公に依頼するが、事前に彼の悪事を許していた場合、主人公との再開に戸惑ったり娘がいたにもかかわらず女癖が悪いところを突っ込まれる等、会話の一部が追加される。生け贄にされそうになっていたところを救い出してきた娘に対しては甘い顔を見せるが、盗賊ギルドの人間によると娘などいないはずとのこと。SFC版のアフマド、WSC版 / 携帯アプリ版のドマファに相当するキャラクター。
トゥマン (Tumann)
声 - 黒田崇矢
クジャラート第二の都市タルミッタの太守。身長163cm、体重67kg。西方系。政敵ウハンジを陥れることと、クジャラートの国威発揚を狙って、水竜への生贄の儀式を復活させようとする。SFC版のハルーン、WSC版 / 携帯アプリ版のルーハンに相当するキャラクター。
ブッチャー (Butcher)
声 - 吉野貴宏
サンゴ海を仕切る海賊の親玉。身長173cm、体重95kg。西方系。襲った船は必ず皆殺しにする主義で、サンゴ海海域を通過する船から恐れられている。ホークと何かにつけ対立し、険悪な関係にある。主人公がホークの場合、彼と2回戦うことで完全に決着をつけることが可能になっている。1回目は親衛隊を率いており、2回目はモンスターを率いている（1度バトルに勝利しても彼は船で逃げてしまうが、別の船で追跡することが可能になっている）。
主人公がホーク以外の場合、単身で主人公パーティーに挑んでくる。また、船が無いため追跡することはできない（パーティにホークがいても、イベント及びセリフの変化は無い）。
ウェイ=クビン (Wei Queyin)
声 - 内田文吾
自分の存在を神をも超えるものとするため、良心を持たず不老不死の研究を続けて人体実験を繰り返す魔道士。身長162cm、体重47kg。東方系。薬壺を背負って身体には継ぎ接ぎのある不気味な姿をしている。ディステニィストーン「魔のエメラルド」を所持している。魔の島に滞在しているが、シナリオ進行が一定のレベルを超えると対戦を避けて逃走するので「魔のエメラルド」は入手できなくなってしまう。
ガト (Gato)
声 - 篠原大作
バルハル族の村の長。身長182cm、体重86kg。南方系。長く村人たちのリーダーであり続けた知識豊かな老人で、シフに雪原に出現したモンスターの掃討を命じる。
ニザム (Nizam)
声 - 篠原大作
ガレサステップの遊牧民タラール族の族長で、アイシャの祖父。身長161cm、体重55kg。シナリオによってはナイトハルトの圧力に負けローザリアの保護下に入ることを了承することもある。アイシャを愛情かけて育ててきたが、旅に出たためその身を案じている。
マリーン (Marlynn)
声 - 西原久美子
PS2版新キャラクター。海神ウコムのしもべ。ウコムがらみの事件で、主人公に助けを求める。無邪気だが強引な所があり人を当てにするが、戦闘等は全て主人公たちが行うことになるというちゃっかりした性格。リマスター版では仲間にできるようになったほか、固有クラスとして「海神の使い」が用意された。
シェリル (Sheryl)
声 - 皆川純子
世界各地の酒場をさまよっている美女。自分の関わった人間は不幸になるという思いから人を避けている。
その正体は邪神シェラハの別の姿であり、右手にディステニィストーンである「光のダイヤモンド」の指輪をはめたことで力と記憶を失った後に誕生した人間としての人格である。現在はシェラハの人格とは独立して存在しており、一種の多重人格となっている。リマスター版では仲間にできるようになった。その際はダイアモンドが彼女の固定装備になるが、彼女を連れていけばサルーインに捧げる事は可能。
四天王
1000年前の神々と三邪神の戦いにおいて、サルーインが生み出した神にも匹敵する力を持つモンスター。だがモンスターを道具としか見ないサルーインの本質を見抜き、彼のしもべとして戦わずエロール側に寝返っており、現在もサルーインとは独立した存在。水竜（声 - 江川央生）、タイニィフェザー（声 - あおい洋一郎）、アディリス（声 - 津田匠子）、フレイムタイラント（声 - 黒田崇矢）の総称。
ミニオン (Minions)
声 - 泉尚摯
サルーインが生み出した分身にて邪悪なしもべで、主の復活のため世界各地で暗躍している。ワイル（策謀）、ヘイト（憎悪）、ストライフ（闘争）の3人がおり、いずれも容姿は同じだが、口調や声色が若干異なる。
本作ではテーマ曲が新たに作られ、彼らとのイベント時・戦闘時にはフラメンコ調のアレンジが施された独特の専用 BGM「熱情の律動」が流れる。

### マルディアスの神々
今作では神々ごとに信仰値がマスクデータとして設定されており、信仰値はイベント内容に影響を及ぼす場合がある。信仰値は対応した陣を発動させることで増加する。また、戦闘中に一定の条件を満たすことで神の恩寵が発生する場合がある。発生条件は発動する恩寵によって様々であるが、神の恩寵が起こるとプレイヤーに様々な恩恵が発生する。恩寵発生後は対応する神への信仰値が減少する。
( ) 内は対応する術法・陣形・恩寵で、これらの術・陣形・恩寵を利用することで、その神への信仰心が変化する。なお旧作で設定があったマルダーとサイヴァは、本作でも設定のみである。
エロール（光、天輪陣、光神の恩寵）
声 - 仮屋昌伸
光の神であり、同時に神々の父でもある古代神。吟遊詩人の正体であり、世界とそこに住まう命を心から愛しているが、神々同士が争うと世界を破滅させてしまうため、サルーインと立ち向かう心の強さがある者たちに対し、詩として情報を提供したり、志ある子供たちを集めてギユウ軍を作るなど援助をしていた。また、自分が本当の意味で全能でないことも理解している。恩寵では危機に陥った味方キャラクターのLPを回復させる。
ニーサ（土、白馬陣、地母神の慈愛）
声 - ふじたれいこ
大地の女神で、古代神。地底人からの唯一の信仰の対象。恩寵ではピンチになった味方全体のHPを大幅に回復させる。
ウコム（水・風、竜陣、海神の怒り）
海を生み出した神。恩寵では敵全体に雷でダメージを与える。なお、今作では各々の神の神殿が世界中に概ね1つずつ建てられているが、ウコム神殿だけは世界に2つ以上存在する。
シリル（気・水・風、魔陣、樹神の保護）
森の神。特定の神殿を持たず、迷いの森の奥深くで沈黙を保っている。恩寵では不利な状況下で味方全体のディフェンス能力を上昇させる。
エリス（幻・気・光、挟撃陣、獣神の黙示）
声 - 今井朋美
獣の女神であり銀の月の女神。普段はシリルと同様、迷いの森の奥深くに潜んでいる。恩寵は獣系の敵全体を退却させる。
アムト（幻・気・光、挟撃陣、月神の癒し）
愛と月の神。恩寵はピンチのときに味方全員の体力と状態異常を回復する。
ミルザ（気、聖獣陣、戦神の激励）
1000年前エロールによってサルーインと戦う使命を与えられた戦士で、騎士達の間で絶大な信仰を集める。「銀の戦士」と称される。サルーインとの戦いの末に自身も命を落とすが、その功績によりエロールによってその魂は仲間たちとともに星となり神々の列に加えられた。恩寵はピンチの時に味方全員のBPを回復させる。
『ロマンシング サガ リ・ユニバース』では、本人が登場し、オイゲンやアルドラとのやり取りが描かれた他、時代を超えて出会ったアルベルトが自分と同じ左利きであることから自身の後継者と見込んでいる。
デス（邪、三柱陣、冥王の祝福）
声 - 酒井敬幸
三邪神の長兄。死を司る神であり、死者の国冥府の主。容姿は旧作から一変し、大鎌を手にして、半人半獣で上半身は骸骨になっている。
邪神とされるが現在は中立に近い存在であり、どのような悪人であっても命などかけがえのないものを差し出せば取引に応じるが、死や魂を冒涜するものには何者にも容赦しない。場合によっては対決することも可能だが、取引の際にプレイヤーたちを労うような言葉をかけたり、自分を打ち倒すと実力を賞賛するなど、人間を安易に見下していない。旧作と同様、仲間の命を捧げることで武器か防具をくれる（上から2番目のキャラクターが消滅する）。また、仲間にすることが可能なキャラクターがイベントで死亡、デスに捧げることで死亡した場合のみ、主人公の最大LPと引き換えに生き返らせることが可能になった（旧作のような「ガラハドを生き返らせろ」の選択肢ではなく、死亡したキャラクターリストから選択する仕様になっている）。生き返ったキャラクターは、居場所の候補のいずれかに、即座に現れるようになっている（例外として、ナイトハルトをデスに捧げても、仲間にすることで自動的に生き返っている）。ただし、序盤のうちに仲間にすることが可能な名無しキャラクターを生き返らせることは不可能。恩寵は敵を全て即死させるが、魔族・不死系・一部ボス系の敵には発生しない。
シェラハ（闇、三柱陣、闇王の嘲笑）
声 - 皆川純子
三邪神の末娘。闇を司る女神で、魔力はエロールやサルーインも凌ぐ。シェラハの姿は2つ以上あり、本来の姿および戦闘時は禍々しい巨大妖魔の姿をしているが、移動時は黒衣を纏った人間の女性の姿（シェリルの服装違い）をしている。かつては戦いの末にエロールからの停戦を受け入れたが、これはアムトとエリスの力で闇を相殺された説や、エロールから光のディステニィストーンを渡されて説得されたという説もある。
デスと同様に中立の立場にあり、世界が闇に呑み込まれるような事を望んでおらず、人間も見下していない。恩寵では魔族・不死系・一部ボス系を除く敵全ての能力を減少させる。特定のイベントをクリアした場合、闇の宮殿でプレイヤーと対戦することができるが、それには3周目以降でないと実現しない。リマスター版ではこの制限が撤廃され、1周目から戦えるようになった。
サルーイン（邪・闇、三柱陣、破壊神の憎悪）
声 - 堀川仁
三邪神の一柱でデスの弟、シェラハの兄である破壊と憎悪を司る神。力は三邪神としては最も危険だが、1000年前人間の騎士ミルザに封じられたことを「神が人間に敗れることなどない」や「エロールの仕組んだ卑劣な罠」として怨んでいるなど、非常に幼稚かつプライドが高く、対峙した主人公たちからは神とは思えない発言と呆れられてしまっている。恩寵では敵全体に大ダメージを与えるが、魔族・不死系・一部ボス系の敵には発生しない。ミニオンを使って各地に騒乱を起こし、またディステニィストーンを集めさせている。このゲームのラストボス。
復活初期は旧作を踏襲した剣を持つ魔神の姿だが、戦闘中に光り輝く球体となった下半身と、上半身から蛇のような触手や花弁のような翼が生じた完全状態へと変身を遂げる。あらかじめディステニィストーンを捧げると、その数に応じて戦闘力が上昇する。捧げる経緯は、ディステニィストーンの入手シナリオに失敗したり、パーティ加入メンバー以外のキャラクターに持たせているなどだが、2周目以降はラストダンジョンで自ら捧げることも可能。捧げたものに対応した耐性・攻撃手段がサルーインに与えられるほか、捧げた数に応じて能力値や行動回数も強化される。能力値や行動回数は、捧げた数が5個までの場合はほとんど強化されず、6 - 9 個の場合はやや強化され、そして10個全て捧げた場合は驚異的に強化される（ただし1周目の強化は5個分まで）。
リマスター版では10個捧げたサルーインを倒すと次の周回から更に強い三邪神や邪なる血誓モンスターの出現などの追加要素が解禁される。

## ディステニィストーン
火のルビー・水のアクアマリン・風のオパール・土のトパーズ・魔のエメラルド・幻のアメジスト・気のムーンストーン・邪のオブシダン・光のダイアモンド・闇のブラックダイアをディステニィストーンと呼ぶ。
かつてサルーインを封じるために使われた10種の宝石の総称であり、手にした者の運命を変える力を持っている。今作で登場する術の系統のそれぞれに存在する。反属性に対する耐性を持ったアクセサリ的防具であるものが多い。旧作で入手できなかったブラックダイアも一定の条件で入手できる。なお、ダイヤモンドやエメラルドの入手経緯は旧作（WSC版・携帯アプリ版）と異なる。

## 開発
『アンリミテッド:サガ』の制作を通じ、プロデューサーの河津秋敏らはPlaystation 2用ソフトを作るのには旧世代機以上に時間がかかってしまうことを思い知らされた。また、この当時はゲームに求められるボリュームも大きかったため、セッティングやストーリーを最初から作る必要のある新規タイトルではなく、過去作品のリメイクにしようということになった。プロデューサーの河津秋敏によれば、1999年発売の『サガ フロンティア2』の頃からリメイクを構想していたといい、マルディアスという架空の世界を舞台にした旧作の世界観やフリーシナリオシステムによるストーリーは維持しつつも、キャラクターや背景などは一新する方向性で開発は進められ、ストーリー面ではキャラクターの設定・イベントの追加や変更、システムにおいては新しい技を戦闘中に覚えられる「閃き」（『ロマンシング サ・ガ2』）、複数のキャラクターが一斉攻撃する「連携」（『サガ フロンティア』）、戦闘能力の熟練度である「スキル」（旧作）、移動中に使える技能「マップアビリティ」（『アンリミテッド:サガ』）など、過去のシリーズからの要素が集約され、ストーリーのプロット以外はほぼ完全な新作となっている。バトルデザインを手掛けた小泉今日治は2022年のインタビューの中で、過去のシリーズから要素を要約した理由について、バトル中に頭を使う部分が増えすぎたがために新規のプレイヤーが近寄りにくいと考えたと説明している。ただし、使用方法などを覚える必要がある要素はボーナス扱いで導入されており、たとえば連携は敵キャラクターが最後の一人になって集中攻撃を仕掛けた際に発動条件が満たされることでプレイヤーが自然に覚えられるようにした。
小泉はラスボスの調整にあたり、プレイヤーが見たことのない要素は取り入れず、それまでに何かしら出てきた戦い方の総結集で攻略できるようにするため、一番難しく作ったという。なお、真サルーインは公式の隠しボスという立ち位置にあり、テストプレイチームが「クイックタイム」を使ってなんとか勝てるほどだったという。このようなことになった理由について、小泉は「一番のサービス。攻略しがいがあるもの」とリマスター版の発売前夜祭で寄せられた質問に答える形で明かしている。
グラフィックは3D表示になっているが、キャラクターは旧作と同じ3頭身サイズとなっている（その理由に、当時発売されていた『ファイナルファンタジーXII』や『ドラゴンクエストVIII』と異なる方向性のグラフィックにするよう指示があった）。社内コンペを元に、鈴木康士を始めとしたスタッフによってキャラクターデザインが大幅に変更された。また、一部シーンではキャラクターに声優によってアテレコによる音声が加えられ、要所にムービーが挿入される。
一方、オリジナル版では自由度を高めてしまったがためにプレイヤーが迷子になりやすくなってしまったことへの反省として、本作においてはストーリー性と自由度の確保に苦労したと河津は2022年のインタビューの中で振り返っている。

### セッティング
基本的にはオリジナル版当時からあった設定を使って、オリジナル版では見送られた要素を入れた形となるが、ダークのような完全新規キャラも存在する。当初は新作として開発期間を縮める為に既存の世界観を使う狙いもあったが、実際に制作を始めると開発期間が想定どおりに短縮されることはなかった。
河津は、主人公の一人であるアルベルトについて、正統派な主人公はとりあえずどん底まで落とすべきだという考えからあのような設定にしたと、リマスター版の発売前夜祭の司会を務めたノブオ（ペンギンズ）からの質問に答える形で説明している。
ダークはもともとリメイクに際して用意されたキャラクターである。当初はアサシンギルドで復活した時点から主人公としてプレイさせるという構想があったものの、難しかったため、仲間キャラクターに変更された。
アルドラは、ミルザとサルーインの戦いの設定を補強するために新たに追加されたキャラクターである。
本作には仲間にする案がありながらも、それ以外の形で登場したケースがいくつかあった。例えば、リメイク元で敵として登場していたシェリルの場合、本作では仲間にする案もあったが、物語として成立しないため、仲間としての登場は見送られた。また、マリーンの場合、仲間にしてはどうかという提案もあったが、キャラクター性が独特で性能の調整ができなかったため、NPCとしての登場となった。フラーマは強力な人物として設定されているため、仲間として連れ歩けないように設定された。

### リマスター版
スクウェア・エニックスはかねてより過去作品を現行機で遊べるようにするためのリマスターを進めており、本作のリマスター版の準備は『サガ フロンティア』のリマスター版の開発が終盤に差し掛かった2020年後半から行われ、2021年春ごろから本格的な開発作業が始まった。
リマスター版『サガ フロンティア』でディレクターを務めた上野真史が、引き続き本作のリマスター版のディレクターを務めた。上野は一プレイヤーとしてオリジナル版を遊んだ際、「マップアビリティ」が使いにくいと感じていた。そこで、上野は河津にマップアビリティ枠の増加や、攻略では重要なアビリティは別枠扱いとするといった提案をしたところ、河津から「これではどのプレイヤーのアビリティの構成が同じになってしまい、冒険が作業になってしまう」という返答が返ってきた。河津の意図を汲んだ上野は、LPを消費する形でアビリティを付け替えるシステムを導入した。また、オリジナル版ではフィールドの広さのわりにキャラクターの移動速度が遅いという指摘に対しては、オプションでゲームスピードを変更する方式がとられた。上野はダッシュ機能をつけてしまうとオリジナル版の緊張感が損なわれるため、早く進められる分、敵を回避しにくくしたとも話している。
また、バグなのか仕様なのか判断しかねる部分については、『サガ フロンティア』のリマスターでは都度河津に聞きに行っていたが、本作のリマスターではあらかじめリスト化したものを河津に提出したところ、小泉を紹介されたという。
リマスター版『サガ フロンティア』におけるヒューズのプレイアブル化が好評だったことから、本作でもストーリーやキャラクターにおいて新要素が取り入れられた。たとえば、真サルーインを倒したプレイヤー向けに用意された強化ボスについては、「一人ぼっちのサルーインに味方をつけたい」という考えから、サイヴァの血を受け継いだモンスターがサルーインに協力しているという裏設定が用意された。
アルドラは、オリジナル版ではエンディングのみの登場であり、このためだけに3DCGモデルとモーションを作ったのはもったいないと河津は感じており、その経緯を知っていた上野からの提案により、特定の条件を満たすと仲間にできるようになった。アルドラ以外で仲間にできるようになったキャラクターには、フラーマ、シェリル、モニカ、マリーンが該当する。

## スタッフ
- 河津秋敏：プロデューサー
- 伊藤賢治：音楽 - 旧作のアレンジ版と新規作曲の両方を担当
- 髙井浩：バトルディレクター
- 小泉今日治：バトルデザイン
- 小林智美：イメージイラスト
- 直良有祐：アートディレクター（発表当初はキャラクターデザイナー表記だったが、後に修正）

テーマソングは山崎まさよし（歌/作詞/作曲）の「メヌエット」。サウンドトラックCDは、ユニバーサルミュージックが発売。